# Augsburger Allgemeine

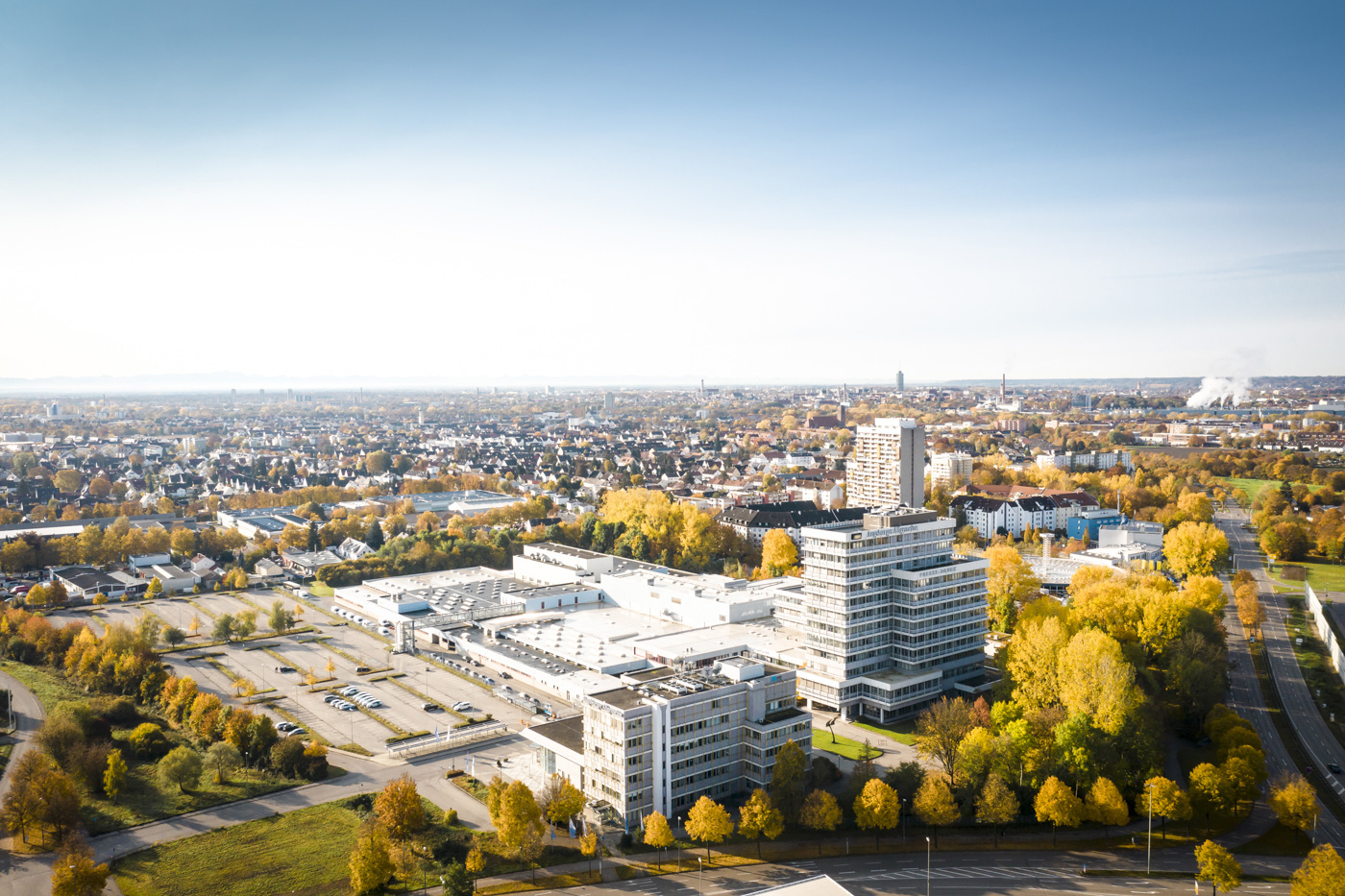
Die Gebäude der Mediengruppe Pressedruck in Augsburg

Die Augsburger Allgemeine, früher Augsburger Allgemeine Zeitung, ist eine regionale Tageszeitung mit Hauptsitz in Augsburg. Im Verbund mit dem Allgäuer Zeitungsverlag erreicht sie eine verkaufte Auflage von 249.936 Exemplaren und gehört damit zu den größten deutschen Tageszeitungen. In der Zentralredaktion in Augsburg sowie den 16 Lokalredaktionen erstellen etwa 200 Redakteure Mantel- und Lokalnachrichten für die Print- und Digitalprodukte.
Die Augsburger Allgemeine und ihre Mitarbeiter sind mehrfach ausgezeichnet worden, etwa mit dem Preis der Bundespressekonferenz, dem European Newspaper Award, dem Theodor-Wolff-Preis, dem Dr. Georg-Schreiber-Preis, dem Deutsch-Französischen Journalistenpreis, dem Deutschen Lokaljournalistenpreis, dem der Auszeichnung Chefredakteur des Jahres 2020 oder dem Preis der Deutschen Pressekonferenz 2021 für das Berliner Redaktionsbüro.
Die Augsburger Allgemeine gehört zur Mediengruppe Pressedruck unter Führung der in Augsburg ansässigen Presse-Druck- und Verlags-GmbH.
Wichtige Herausgeber waren Curt Frenzel und Günter Holland. Seit September 2023 bilden Andrea Kümpfbeck als Chefredakteurin und Peter Müller als Chefredakteur das Führungsduo. Vorgänger waren Yannick Dillinger (kommissarisch), Gregor Peter Schmitz (2018 bis 2022), Walter Roller, Markus Günther und Rainer Bonhorst. Mitglieder der Chefredaktion sind Lena Jakat (stellvertretende Chefredakteurin), Roland Mitterbauer (stellvertretender Chefredakteur), Marcus Bürzle (Produktion), Margit Hufnagel (Politik und Wirtschaft), Michael Stifter (Politik und Wirtschaft) und Rudi Wais (Chef vom Dienst).
Verlagsleiter der Augsburger Allgemeinen ist seit 1. November 2015 Andreas Schmutterer. Er führt die Unternehmensbereiche Werbemarkt, Lesermarkt, Marketing & Business Development, Organisationsentwicklung sowie die Technik mit Druckerei und Versand. Davor führten den Verlag Herbert Dachs (2007 bis 2015) und Stefan Hilscher (2001 bis 2005 und als Verlagsgeschäftsführer bis 2007).

## Geschichte
Ein Vorläufer der Zeitung war die im Jahr 1798 von Johann Friedrich Cotta in Tübingen gegründete Allgemeine Zeitung. Sie erschien von 1807 bis 1882 in Augsburg, wo sie zu einer der bedeutendsten deutschsprachigen Tageszeitungen dieser Zeit wurde. Sie hatte eine konservative Ausrichtung. Der Archäologe Heinrich Schliemann veröffentlichte seine Grabungsergebnisse im türkischen Hissarlık (Troja) in der Allgemeinen Zeitung und in der Londoner Times. Alfred von Reumont verfasste für das Blatt in mehr als fünfzig Jahren Mitarbeit circa 1500 Artikel. Einige Jahre schrieb Adolphe Thiers für die Zeitung unter dem Pseudonym „Der französische Correspondent“. Auch Heinrich Heine arbeitete ab 1832 als Paris-Korrespondent für die Zeitung, und Richard Wagner veröffentlichte dort einige Artikel und Nachrufe. Seit 1882 wurde die Allgemeine Zeitung in München verlegt, die letzte Ausgabe unter diesem Titel erschien dort am 1. März 1925.
Nach dem Zweiten Weltkrieg gab die 12. US-Heeresgruppe zunächst vom 13. Juli 1945 bis 23. Oktober 1945 den Augsburger Anzeiger heraus. Er wurde anschließend den deutschen Herausgebern Curt Frenzel und Johann Wilhelm Naumann übergeben („Lizenz Nr. 7“) und erschien ab dem 30. Oktober 1945 als Schwäbische Landeszeitung, ab dem 1. November 1959 als Augsburger Allgemeine.

## Redaktion
In der Zentralredaktion in Augsburg und 16 Lokalredaktionen erstellen etwa 200 Redakteure Mantel- und Lokalnachrichten für die Print- und Digitalausgaben der Augsburger Allgemeinen und ihrer Heimatzeitungen. Außerdem wird hier der überregionale Teil der Allgäuer Zeitung produziert. Ein ständiger Austausch von Inhalten erfolgt auch mit der Main-Post und dem Südkurier, die ebenfalls zur Mediengruppe Pressedruck gehören. Die Augsburger Allgemeine unterhält ein breites Korrespondentennetz, mit Berichterstattern in Berlin, München, Brüssel, Genf, Madrid, Warschau, Paris, Wien, London, Rom, Stockholm, Moskau, Peking, Istanbul, Kapstadt und Washington.

## Auflage
Die Augsburger Allgemeine hat wie die meisten deutschen Tageszeitungen in den vergangenen Jahren an Auflage eingebüßt. Die verkaufte Auflage ist in den vergangenen 10 Jahren um durchschnittlich 2,4 % pro Jahr gesunken. Im vergangenen Jahr hat sie um 4,1 % abgenommen. Sie beträgt gegenwärtig 249.936 Exemplare. Der Anteil der Abonnements an der verkauften Auflage liegt bei 87,2 Prozent.
| 1998   | 1999   | 2000   | 2001   | 2002   | 2003   | 2004   | 2005   | 2006   | 2007   | 2008   | 2009   | 2010   | 2011   | 2012   | 2013   | 2014   | 2015   | 2016   | 2017   | 2018   | 2019   | 2020   | 2021   | 2022   | 2023   | 2024   |
| ------ | ------ | ------ | ------ | ------ | ------ | ------ | ------ | ------ | ------ | ------ | ------ | ------ | ------ | ------ | ------ | ------ | ------ | ------ | ------ | ------ | ------ | ------ | ------ | ------ | ------ | ------ |
| 251596 | 251753 | 252008 | 250875 | 247708 | 244496 | 242155 | 238641 | 236649 | 233958 | 231582 | 228152 | 225475 | 222532 | 222804 | 221690 | 219782 | 216959 | 213185 | 209268 | 205763 | 200933 | 197409 | 193604 | 187235 | 180113 | 172801 |

## Verlag
Neben der Redaktion arbeiten rund 900 Mitarbeiter für den Verlag. Die zwei großen Aufgabenbereiche teilen sich der Lesermarkt (klassischer Zeitungsvertrieb gedruckt und digital) und der Werbemarkt (Anzeigen- und Beilagen-Vermarktung Print und Digital).
Neben der Augsburger Allgemeinen und ihren Heimatzeitungen werden zusätzliche Reichweite durch Werbeträger wie die Wochenzeitung extra und die Wochenzeitung StaZ sowie den vmm Verlag erreicht.

## Digitalisierung
In der von der AGOF verbreiteten Rangliste der deutschen redaktionellen Onlinemarken stand augsburger-allgemeine.de im Februar 2020 auf Platz 48. Demnach verzeichnete der Online-Auftritt 360.000 tägliche Unique User. Im März 2020 erreichte man über 19 Mio. Visits und 20.000 Digitalabonnenten.
Ein wichtiger Pfeiler der Digitalstrategie ist das digitale Bezahlmodell Plus+, das die Augsburger Allgemeine seit einigen Jahren intensiviert. Insbesondere exklusive Artikel aus dem Lokalen und Regionalen, aber auch aus Politik, Wirtschaft, Sport und Kultur stehen nur zahlenden Digitalabonnenten zur Verfügung.
Ergänzt wird das Freemium-Modell durch frei zugängliche Nachrichten, die die Grundversorgung der Menschen mit wichtigen Beiträgen sicherstellt.
Zusätzliche digitale Angebote kommen aus den 16 Lokalredaktionen. Newsletter und Podcasts sind regelmäßig abruf- oder abonnierbar. In Kooperation mit der Deutschen Journalistenschule wurde das Instagram-Projekt Schwabeneltern entwickelt.
2018 startete der Chefredaktions-Newsletter. Darin eröffnet die Redaktion die sechs relevanten Themen für den Tag. Sechs um 6 ist der meistabonnierte Newsletter der Redaktion.

## Von der Mantelredaktion der Augsburger Allgemeinen belieferte Zeitungstitel

### In Bayerisch-Schwaben
| Bezeichnung der Lokalausgabe                                               | Verbreitungsgebiet                                  | Auflage |
| -------------------------------------------------------------------------- | --------------------------------------------------- | ------- |
| Aichacher Nachrichten                                                      | Aichach, nordöstlicher Landkreis Aichach-Friedberg  | 5338    |
| Augsburger Allgemeine Stadtausgabe Augsburg (AS) Fernausgabe Augsburg (AF) | Stadt Augsburg                                      | 72.114  |
| Augsburger Allgemeine Landkreisausgabe                                     | Landkreis Augsburg, Neusäß, Gersthofen, Stadtbergen |         |
| Donauwörther Zeitung                                                       | Donauwörth, südlicher Landkreis Donau-Ries          | 12.627  |
| Donau-Zeitung                                                              | Landkreis Dillingen, Dillingen                      | 11.533  |
| Friedberger Allgemeine                                                     | Friedberg, westlicher Landkreis Aichach-Friedberg   | 10.208  |
| Günzburger Zeitung                                                         | Günzburg, nördlicher Landkreis Günzburg             | 11.721  |
| Illertisser Zeitung                                                        | Illertissen, südwestlicher Landkreis Neu-Ulm        | 7506    |
| Mindelheimer Zeitung                                                       | Mindelheim, nördlicher Landkreis Unterallgäu        | 11.267  |
| Mittelschwäbische Nachrichten                                              | Krumbach, südlicher Landkreis Günzburg              | 6270    |
| Neu-Ulmer Zeitung                                                          | Neu-Ulm, nördlicher Landkreis Neu-Ulm               | 7114    |
| Rieser Nachrichten                                                         | Nördlingen, nördlicher Landkreis Donau-Ries         | 9640    |
| Schwabmünchner Allgemeine                                                  | Schwabmünchen, südlicher Landkreis Augsburg         | 11.995  |
| Wertinger Zeitung                                                          | Wertingen                                           | 3335    |

### In Oberbayern
| Bezeichnung der Lokalausgabe | Verbreitungsgebiet                                                                                    | Auflage |
| ---------------------------- | --- | ------- |
| Landsberger Tagblatt         | Landsberg am Lech, Landkreis Landsberg am Lech                                                        | 12.180  |
| Neuburger Rundschau          | Neuburg an der Donau, Landkreis Neuburg-Schrobenhausen, Ingolstadt, südwestlicher Landkreis Eichstätt | 7482    |

## Auszeichnungen
- Wächterpreis 2022 für Michael Stifter und Holger Sabinsky-Wolf für ihre Aufdeckung der CSU-Maskenaffäre
- Die Augsburger Allgemeine ist laut Auswertung von Pressrelations 2021[30] die am zweithäufigsten zitierte Regionalzeitung Deutschlands und sieht sich als Stimme des Südens.
- „Journalistinnen und Journalisten des Jahres 2021“, Platz 4 für Yannick Dillinger (Stellvertretender Chefredakteur) in der Rubrik „Chefredakteur des Jahres“ für seine erfolgreiche Strategie der digitalen Transformation (Vergabe durch das Medium Magazin).[31]
- „Journalistinnen und Journalisten des Jahres 2021“, Platz 8 für Holger Sabinsky-Wolf (Leiter Bayern & Welt) und Michael Stifter (Mitglied der erweiterten Chefredaktion, Leiter Politik & Wirtschaft) in der Rubrik „Reportage Regional“ für ihre Aufdeckung des Masken-Skandals um verschiedene CSU-Politiker (Vergabe durch das Medium Magazin).[31]
- Preis der Bundespressekonferenz 2021 an das Berliner Büro der Augsburger Allgemeinen, das von Stefan Lange, Christian Grimm und Bernhard Junginger vertreten wird.[3]
- Chefredakteur des Jahres 2020, Gregor Peter Schmitz, Chefredakteur der Augsburger Allgemeinen, belegt bei der Wahl zu den „Journalistinnen und Journalisten des Jahres 2020“ den 1. Platz. Eine 100-köpfige Jury des Fachmagazins Medium Magazin verleiht ihm die Auszeichnung in der Kategorie „Beste Chefredakteure Regional“.[4]
- Meistzitierte regionale Tageszeitung Süddeutschlands 2020[32]
- Acht European Newspaper Awards 2020, europaweiter Wettbewerb für Design und Layout. Überzeugen konnten unter anderen die Titelseiten zu US-Wahl und 30 Jahren Mauerfall.[33]
- Deutsch-Französischer Journalistenpreis 2020, Kategorie „Text“ für das Volontärsprojekt „Europa 2019. Eine Reise“, Elisa-Madeleine Glöckner, Veronika Lintner, Jonas Voss und Julian Würzer[34]
- Lead Award 2019 in Silber, Kategorie Zeitung Regional, Chefredakteur Gregor Peter Schmitz[35][36]
- Theodor-Wolff-Preis 2019, Kategorie „Meinung lokal“; Chefredakteur Gregor Peter Schmitz[37]
- Journalistenpreis des Bundesverbands der Deutschen Milchviehhalter e. V. 2019, Kategorie Print, Stephanie Sartor[38]
- Journalistenpreis „Pro Ehrenamt – Hermann-Wilhelm-Thywissen-Preis 2019“ an René Lauer[39]
- Veltins Lokalsportpreis 2019: Platz 3 an Maximilian Czysz für „WM-Duell“[40]
- Medium Magazin: Journalist des Jahres 2018, Chefredakteur regional für Gregor Peter Schmitz[41]
- Lead Awards 2018: Blattmacher des Jahres, Zeitung regional, Auszeichnung für Gregor Peter Schmitz[42]
- European Newspaper Award 2018: Acht Auszeichnungen, darunter drei für Ausgaben des Wochenendjournals, zwei Infografiken zum Thema Wolf und Weihnachten, Seiten zur Fußball-WM und den Olympischen Spielen sowie die von Kindern gestaltete Zeitungsausgabe zum 10. Geburtstag der Redaktion Capito[43]
- Jurymitglied des Oldenburger Kinder- und Jugendbuchpreises, Birgit Müller-Bardorff[44]
- Dr.-Georg-Schreiber-Preis 2017; Steffi Brand für die Serie „Unser Essen“[45]
- Konrad-Adenauer-Stiftung: Deutscher Lokaljournalistenpreis 2016, Kategorie Geschichte; Maximilian Czysz für „Auf Spurensuche. Das geheime Waldwerk Kuno“[46]
- Journalistenpreis 2015 von Irland-Tourismus in der Kategorie „Regionale Tageszeitungen“ an Luzia Grasser, Lokalredaktion Neuburger Rundschau, für die Wander-Reportage über den Wild Atlantic Way „Zum Schaudern schön“.[47]